# Palazzo di Beylerbeyi

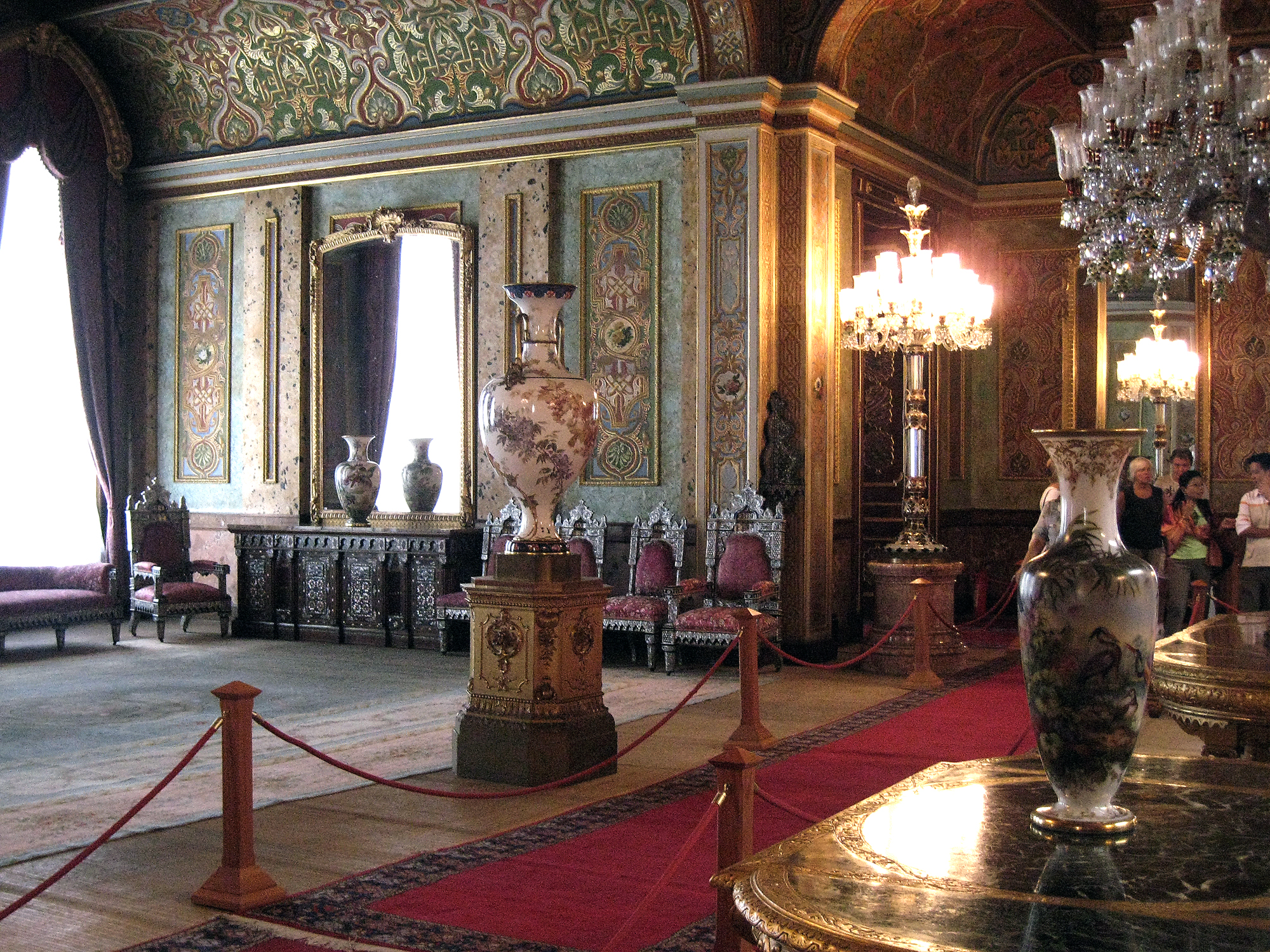
Interni del Palazzo di Beylerbeyi

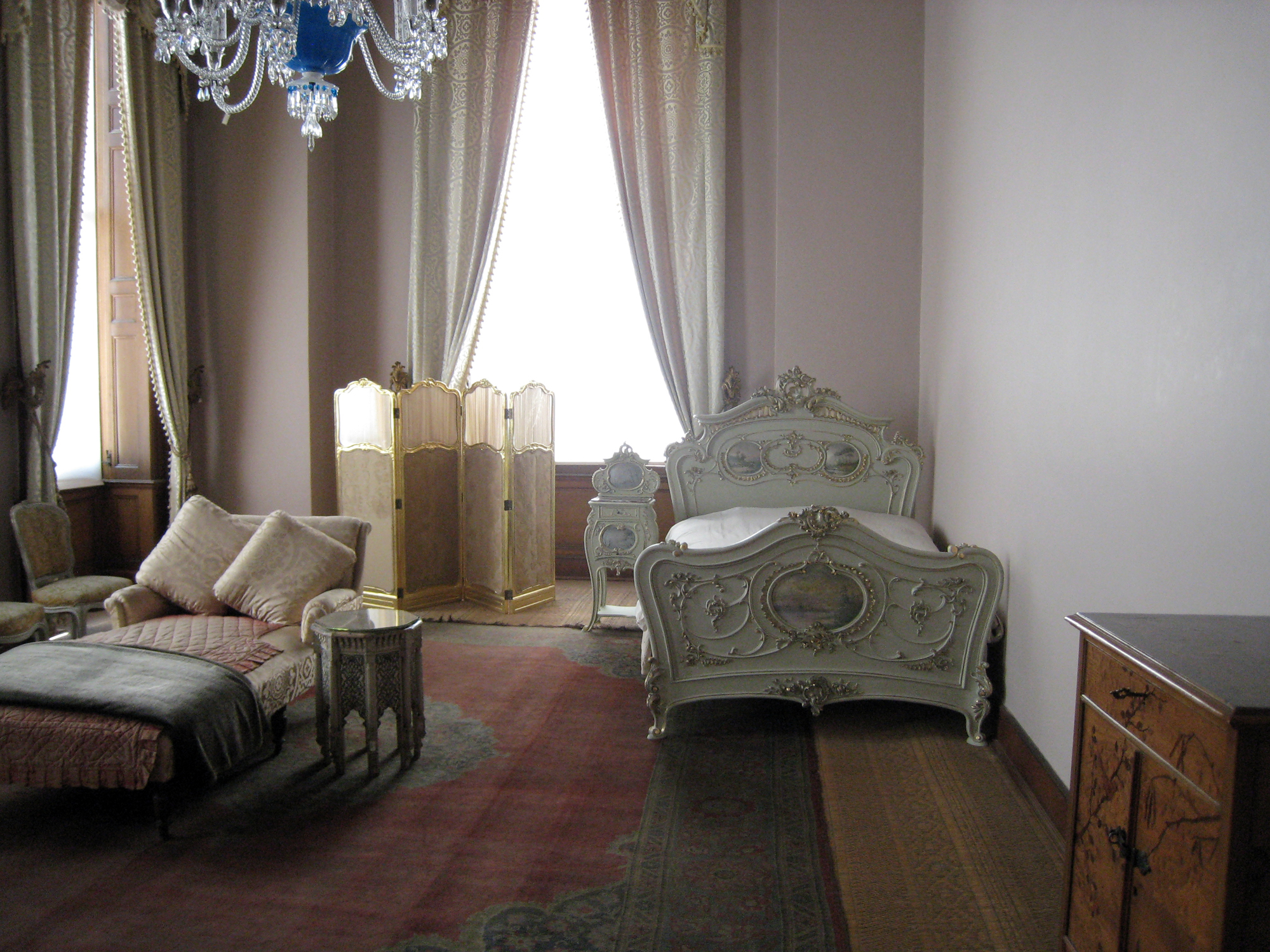
Stanza da letto del Sultano

Il Palazzo di Beylerbeyi o Beylerbeyi Sarayı in lingua turca (Beylerbey = "signore dei signori") prende il nome da Beylerbeyi, mahalle di Istanbul in Turchia sito sulla sponda asiatica del Bosforo. Era una residenza estiva dei sultani ottomani, costruita negli anni 1860, ora ubicata nelle immediate vicinanze del nuovo ponte sul Bosforo.

## Storia
Il palazzo venne commissionato dal sultano Abdülaziz (1830–1876) e costruito fra il 1861 ed il 1865 come residenza estiva e di rappresentanza per ricevimento di capi di Stato in visita. L'imperatrice Eugenia di Francia visitò Beylerbeyi nel viaggio che la condusse all'inaugurazione del Canale di Suez nel 1869. In quell'occasione l'imperatrice venne schiaffeggiata dalla madre del sultano per aver osato entrare nel palazzo al braccio di Abdulaziz. (Nonostante la sua prima accoglienza, l'imperatrice Eugenia di Francia fu così ammirata dell'eleganza del palazzo che ne mise una copia nella sua camera da letto al Palazzo delle Tuileries a Parigi) Fra gli altri ospiti del palazzo vi furono il duca e la duchessa di Windsor.
Il palazzo fu l'ultimo luogo di detenzione del deposto sultano Abdul-Hamid II, dal 1912 fino alla sua morte nel 1918.

## Il palazzo
Disegnato in stile Secondo Impero dall'architetto armeno Sarkis Balyan, il palazzo di Beylerbeyi ha delle dimensioni piuttosto contenute rispetto agli eccessi dei precedenti palazzi Dolmabahçe o Küçüksu.
La vista migliore del palazzo la si ha dal Bosforo, da dove si ammirano i suoi due padiglioni di balneazione, uno per l'harem (solo donne) e l'altro per la selamlik (solo uomini). Una delle stanze più interessanti è la sala di ricevimento, che ha una piscina e una fontana. L'acqua corrente era molto popolare nelle case ottomane per il suo suono piacevole e l'effetto di raffreddamento contro il caldo.
Stuoie di cannicci egiziane vennero usate sul pavimento come isolamento. I lampadari sono di cristallo di Baccarat ed i tappeti di Hereke.